# Hypobleta cymaea
Hypobleta cymaea là một loài bướm đêm trong họ Noctuidae.